# Path (réseau social)
Pour les articles homonymes, voir Path.
Path était un service gratuit de réseautage social disponible sur téléphone mobile de type iOS , Android et Windows Phone 8 (version beta).

Path a annoncé l'arrêt de son activité le 17 septembre 2018.

## Fonctionnement
Path se présentait comme un réseau social fermé : l'application était axée sur le partage d'informations avec un nombre restreint d'amis. L'un de ces fondateurs, Matt Van Horn décrit ainsi l'objectif principal de ce réseau social: "Préserver la confiance et l’intimité de ses utilisateurs ».
En 2012, à son apogée, le réseau social compte 3 millions d'utilisateurs. Il était possible d'y publier des photos, modifiables à l'aide de filtres optiques, comme le permet l'application Instagram, mais également de se géolocaliser, de citer la ou les personne(s) avec qui l'on se trouvait ou la musique que l'on était en train d'écouter, et enfin d'annoncer le moment où l'on allait se coucher. Il était possible d'interagir avec son réseau d'amis en commentant leurs publications.